# Episodi di Janet King (seconda stagione)
La seconda stagione della serie televisiva Janet King è stata trasmessa in Australia su ABC1 dal 24 marzo al 12 maggio 2016.
In Italia è inedita.
| nº | Titolo originale     | Titolo in italiano | Prima TV Australia | Pubblicazione Italia |
| -- | -------------------- | ------------------ | ------------------ | -------------------- |
| 1  | The Invisible Wound  |                    | 24 marzo 2016      |                      |
| 2  | Here and Now         |                    | 31 marzo 2016      |                      |
| 3  | In Plain Sight       |                    | 7 aprile 2016      |                      |
| 4  | The Smoking Gun      |                    | 14 aprile 2016     |                      |
| 5  | Apprehended Violence |                    | 21 aprile 2016     |                      |
| 6  | The Thaw             |                    | 28 aprile 2016     |                      |
| 7  | The Heart of It      |                    | 5 maggio 2016      |                      |
| 8  | The Long Goodbye     |                    | 12 maggio 2016     |                      |